# Customer Premises Equipment
Der Begriff Customer Premises Equipment (CPE, engl. für „Ausrüstung in Kunden-Räumlichkeiten“, dt. Teilnehmernetzgerät) bezeichnet ein Teilnehmer-Endgerät in einem Computernetz, einem Telefonnetz oder bei Telefonanlagen.
Diese Endgeräte, deren juristischer Eigentümer in der Regel der Endverbraucher oder Kunde ist, sind an ein Fernsprech- oder Datennetz (Internet oder LAN) angeschlossen. Telefone, Faxgeräte und Modems sind die häufigsten CPE-Geräte. Im DSL-Kontext wird CPE zur Bezeichnung von DSL-Modems verwendet, daran angelehnt nennt man bei der drahtlosen breitbandigen WiMAX-Technik das WiMAX-Modem ebenfalls CPE.